# (7679) Asiago
(7679) Asiago (1996 CA9) – planetoida z grupy pasa głównego asteroid okrążająca Słońce w ciągu 4,12 lat w średniej odległości 2,57 j.a. Odkryta 15 lutego 1996 roku.